# I Loved You at Your Darkest
I Loved You at Your Darkest är det polska blackened death metal-bandet Behemoths elfte studioalbum. Det gavs ut av Nuclear Blast och Mystic Production 5 oktober 2018.

## Låtlista
1. "Solve" – 2:04
2. "Wolves ov Siberia " – 2:54
3. "God = Dog " – 3:58
4. "Ecclesia Diabolica Catholica " – 4:49
5. "Bartzabel" – 5:01
6. "If Crucifixion Was Not Enough…" – 3:16
7. "Angelvs XIII" – 3:41
8. "Sabbath Mater" – 4:56
9. "Havohej Pantocrator" – 6:04
10. "Rom 5:8 " – 4:22
11. "We Are the Next 1000 Years" – 3:23
12. "Coagvla" – 2:04

## Medverkande

### Banduppsättning
- Adam "Nergal" Darski – sång, gitarr
- Zbigniew Robert "Inferno" Prominski – trummor, percussion, bakgrundssång
- Tomasz "Orion" Wróblewski – bas, bakgrundssång
- Patryk Dominik "Seth" Sztyber – gitarr, bakgrundssång